# Шамир, Милетт
Милетт Шамир (ивр. מלאת שמיר‎, род. 1966) — израильский академический администратор и профессор американистики, занимает должность вице-президента Тель-Авивского университета.

## Биография
Шамир получила докторскую степень в Университете Брандейса, обучаясь у Майкла Тимо Гилмора и Вай Чи Димока. Её диссертация 1996 года называлась «Культ приватности: домашнее пространство и гендер в довоенной художественной литературе».
Шамир исследует американскую литературу и культуру XIX века. В 2006 году она стала соучредителем программы американистики в Тель-Авивском университете, которую возглавляла в течение тринадцати лет. С 2006 по 2009 год она была заведующей кафедрой английской и американской филологии. В 2012 году она основала международную студенческую программу бакалавриата по гуманитарным наукам и до 2016 года была её академическим директором. С 2012 по 2015 год Шамир входила в редколлегию журнала American Literature. Она и Ирен Такер — главные редакторы журнала Poetics Today. Она является вице-президентом Тель-Авивского университета и руководит международным академическим сотрудничеством.

## Избранные публикации
- Boys Don't Cry?: Rethinking Narratives of Masculinity and Emotion in the U.S. :  [англ.]. — Columbia University Press, 2002. — ISBN 978-0-231-12034-0.[4]
- Shamir, Milette. Inexpressible Privacy: The Interior Life of Antebellum American Literature :  [англ.]. — University of Pennsylvania Press, 2006. — ISBN 978-0-8122-3906-5.[5]
- Privacy: The History of a Modern Idea :  [иврит]. — Open University Press, 2008.
- Bigger than Ben-Hur: The Book, Its Adaptations, and Their Audiences :  [англ.]. — Syracuse University Press, 2016. — ISBN 978-0-8156-3417-1.[6]